# Uruguays herrlandslag i basket
Uruguays herrlandslag i basket (spanska: Selección de baloncesto de Uruguay) representerar Uruguay i basket på herrsidan. Laget tog olympiskt brons 1952 och 1956.

### Fotnoter
1. ↑  Todor Krastev (19 mars 1952). ”Men Basketball Olympic Games Helsinki (FIN) 1952 - 25.07-02.08 Winner United States” (på engelska). Sport Statistics. http://todor66.com/basketball/Olympic/Men_1952.html. Läst 28 juni 2015.
2. ↑  Todor Krastev (19 mars 1956). ”Men Basketball Olympic Games Melbourne (AUS) 1956 - 23.11-01.12 Winner United States” (på engelska). Sport Statistics. http://todor66.com/basketball/Olympic/Men_1956.html. Läst 28 juni 2015.